# KRO's XXS
KRO's XXS is een televisieprogramma van de KRO. Yvon Jaspers volgt een jaar lang vijf mensen met de eetstoornis anorexia.

## De jongeren
- Fleur (25 jaar, verpleegkundige)
- Mike (19 jaar, bakker)
- Lotte (14 jaar)
- Sandra (39 jaar, moeder van 3 kinderen)
- Stella (19 jaar, ex-model)

## Colofon
- Producent: Skyhigh TV
- Presentatie: Yvon Jaspers
- Regie: Robin Boudestein
- Montage: Job Kaper
- Color Grading: Gerlof Kamerling
- Camera: Ruben van den Broeke
- Geluid: Jeroen Les
- Eindredactie: Anne van den Berg / Mariska Witte